# کلارک فیلد، ویکتوریا
کلارک فیلد (به انگلیسی: Clarkefield) یک منطقهٔ مسکونی در استرالیا است که در ویکتوریا (استرالیا) واقع شده‌است.